# Discografia dei Cinderella
La seguente è una discografia comprensiva del gruppo musicale statunitense Cinderella.

## Album

### Album in studio
| Anno | Titolo                                                                                               | Classifiche | Classifiche | Classifiche | Classifiche | Classifiche | Classifiche | Classifiche | Classifiche | Classifiche | Certificazioni                                |
| Anno | Titolo                                                                                               | US          | AUS         | CAN         | FIN         | GER         | NOR         | SWE         | SWI         | UK          | Certificazioni                                |
| ---- | --- | ----------- | ----------- | ----------- | ----------- | ----------- | ----------- | ----------- | ----------- | ----------- | --------------------------------------------- |
| 1986 | Night Songs - Pubblicato: 2 agosto 1986 - Etichetta: Mercury Records - Formati: LP, CD, MC           | 3           | —           | 15          | 27          | —           | —           | —           | —           | —           | - US: 3× Platino - CAN: Platino               |
| 1988 | Long Cold Winter - Pubblicato: 21 maggio 1988 - Etichetta: Mercury Records - Formati: CD, LP, MC     | 10          | 32          | 24          | 15          | 24          | 13          | 38          | 7           | 30          | - US: 3× Platino - CAN: 2× Platino - SWI: Oro |
| 1990 | Heartbreak Station - Pubblicato: 20 novembre 1990 - Etichetta: Mercury Records - Formati: CD, LP, MC | 19          | —           | 28          | 39          | 34          | 16          | 42          | 8           | 36          | - US: Platino - CAN: Platino - SWI: Oro       |
| 1994 | Still Climbing - Pubblicato: 8 novembre 1994 - Etichetta: Mercury Records - Formati: CD, LP, MC      | 178         | —           | —           | —           | —           | —           | —           | 29          | —           |                                               |

### Album dal vivo
| Anno | Titolo                                                                |
| ---- | --------------------------------------------------------------------- |
| 1991 | Live Train to Heartbreak Station                                      |
| 1999 | Live at the Key Club                                                  |
| 2004 | Live - From The Gypsy Road (stesso contenuto di Live at the Key Club) |
| 2004 | In Concert                                                            |
| 2005 | Live                                                                  |
| 2006 | Extended Versions                                                     |
| 2006 | Gypsy Road: Live                                                      |
| 2009 | Authorized Bootleg: Live / Tokyo Dome - Tokyo, Japan Dec 31 1990      |
| 2009 | Live at the Mohegan Sun                                               |
| 2012 | Live in Moscow                                                        |

### Raccolte
| Anno | Titolo                                                                   |
| ---- | ------------------------------------------------------------------------ |
| 1997 | Once Upon A...                                                           |
| 2000 | 20th Century Masters - The Millennium Collection: The Best of Cinderella |
| 2002 | Winning Combinations (speciale doppio disco con i L.A. Guns)             |
| 2005 | Rocked, Wired & Bluesed: The Greatest Hits                               |
| 2006 | Gold                                                                     |
| 2008 | Best Ballads                                                             |
| 2012 | Icon                                                                     |

## Singoli
| Anno | Singolo                                  | Classifiche | Classifiche | Classifiche | Classifiche | Classifiche | Album di provenienza |
| Anno | Singolo                                  | US          | US Main.    | AUS         | CAN         | UK          | Album di provenienza |
| ---- | ---------------------------------------- | ----------- | ----------- | ----------- | ----------- | ----------- | -------------------- |
| 1986 | Shake Me                                 | —           | —           | —           | —           | 98          | Night Songs          |
| 1987 | Nobody's Fool                            | 13          | 25          | —           | 35          | —           | Night Songs          |
| 1987 | Somebody Save Me                         | 66          | 37          | —           | —           | —           | Night Songs          |
| 1988 | Gypsy Road                               | 51          | 20          | —           | 89          | 54          | Long Cold Winter     |
| 1988 | Don't Know What You Got (Till It's Gone) | 12          | 10          | —           | 68          | 54          | Long Cold Winter     |
| 1989 | Coming Home                              | 20          | 13          | —           | —           | —           | Long Cold Winter     |
| 1989 | The Last Mile                            | 36          | 18          | —           | —           | —           | Long Cold Winter     |
| 1990 | Shelter Me                               | 36          | 5           | 48          | 27          | 55          | Heartbreak Station   |
| 1991 | Heartbreak Station                       | 44          | 10          | —           | 51          | 63          | Heartbreak Station   |
| 1991 | The More Things Change                   | —           | —           | —           | —           | —           | Heartbreak Station   |
| 1994 | Bad Attitude Shuffle                     | —           | 37          | —           | —           | —           | Still Climbing       |
| 1994 | Hard to Find the Words                   | —           | —           | —           | —           | —           | Still Climbing       |
| 1994 | Hot and Bothered                         | —           | —           | —           | —           | —           | Still Climbing       |

## Album video
- Night Songs: The Videos (1987) - VHS - Oro (RIAA)[10]
- Tales from the Gypsy Road (1990) - VHS (ripubblicato in DVD nel 2009) - Oro (RIAA)[10]
- Looking Back Video Collection (1997) - VHS
- Cinderella Millennium DVD Video Collection (2003) - DVD
- Rocked, Wired & Bluesed: The Greatest Video Hits (2005) - DVD
- Cinderella: In Concert - The Heartbreak Station Tour (2005) - DVD - Oro (RIAA)[10]
- Cinderella: In Concert (2008) - DVD (stesso contenuto di Cinderella: In Concert - The Heartbreak Station Tour)
- Tales from the Gypsy Road 2008 (2009) - DVD (edizione DVD della VHS del 1990)
- In Concert: Remastered Edition (2009) - DVD (include CD bonus)
- In Concert: Live 1991 (2010) - DVD